# Басистий Микола Єфремович
Мико́ла Єфре́мович Баси́стий (10 (22) травня 1898, Юр'ївка, тепер Добровеличківського району Кіровоградської області — 20 жовтня 1971, Москва) — радянський військовий діяч, адмірал (1949). Кандидат у члени ЦК КПРС у 1952—1956 роках. Депутат Верховної ради РРФСР 2-го скликання. Депутат Верховної Ради СРСР 3—4-го скликань.

## Життєпис
Народився в селянській родині.
Військову службу розпочав 1914 року на Чорноморському флоті. У 1915 році закінчив Севастопольську школу юнг, у 1916 році — мінну школу навчального загону Чорноморського флоту. Під час Першої світової війни служив мінно-машинним унтер-офіцером на есмінці «Жаркий» і міноносці «Сулін», був нагороджений Георгіївською медаллю.
З 1918 року — на Робітничо-селянському червоному флоті. З 1918 по жовтень 1925 року — сигнальник, мінний машиніст, контролер, лектор, інструктор, відповідальний організатор Миколаївської військово-морської бази, помічник комісара Управління забезпечення безпеки кораблів, відповідальний організатор, комісар, начальник Машинної школи навчального загону (Морські Сили Чорного і Азовського морів), дублер командира есмінця (Морські сили Балтійського моря).
На есмінці «Жаркий» брав участь у боротьбі з військами УНР в місті Одесі, на канонерському човні «Красное знамя» в складіВолзької військової флотилії в районі Царицина воював проти військ генералів Денікіна і Краснова. Під час служби Каспійській військової флотилії брав участь в придушенні антибільшовицького повстання в Астрахані.
Член РКП(б) з грудня 1919 року.
У жовтні 1921 — серпні 1922 року — слухач Комуністичного університету імені Свердлова.
У жовтні 1925 — березні 1931 року — слухач Військово-морської академії імені Ворошилова.
У березні 1931 — квітні 1932 року — ад'юнкт кафедри оперативного мистецтва Військово-морської академії імені Ворошилова.
У квітні 1932 — березні 1934 року — начальник штабу бригади загородження і тралення (Морські сили Тихого океану).
У березні 1934 — жовтні 1936 року — начальник відділу бойової підготовки штабу Тихоокеанського флоту.
У жовтні 1936 — квітні 1937 року — слухач Військової академії Генерального штабу РСЧА.
У квітні 1937 — липні 1938 року — військовий радник республіканського флоту Іспанії.
У липні 1938 — жовтні 1939 року — начальник оперативного відділу штабу Чорноморського флоту. Одночасно в грудні 1938 — квітні 1939 року — т.в.о. начальника штабу Чорноморського флоту.
У жовтні 1939 — жовтні 1941 року — командир крейсера «Червона Україна» Чорноморського флоту. Учасник німецько-радянської війни.
У жовтні 1941 — липні 1942 року — командир загону легких сил Чорноморського флоту.
У липні 1942 — березні 1943 року — командир бригади крейсерів Чорноморського флоту.
У березні — квітні 1943 року — начальник штабу Чорноморського флоту.
У травні 1943 — листопаді 1944 року — командувач ескадри Чорноморського флоту.
У листопаді 1944 — січні 1945 року — начальник штабу Чорноморського флоту.
У січні — квітні 1945 року — т.в.о. командувача Чорноморського флоту.
У квітні 1945 — листопаді 1948 року — начальник штабу Чорноморського флоту.
У листопаді 1948 — серпні 1951 року — командувач Чорноморського флоту.
У серпні 1951 — 15 березня 1953 року — 1-й заступник міністра Військово-морського флоту СРСР.
У квітні 1953 — листопаді 1956 року — 1-й заступник головнокомандувача Військово-морського флоту СРСР.
У листопаді 1956 — червні 1958 року — заступник головнокомандувача Військово-морського флоту СРСР із військово-наукової роботи.
У червні 1958 — вересні 1960 року — в групі генеральних інспекторів Міністерства оборони СРСР.
З вересня 1960 року — у відставці в Москві.
Помер 20 жовтня 1971 року. Похований в Москві на Новодівочому кладовищі.

## Військові звання
- контрадмірал (3.01.1942)
- віцеадмірал (23.04.1943)
- адмірал (11.05.1949)

## Нагороди
- два ордени Леніна (1942; 1945)
- чотири ордени Червоного Прапора (1937; 1944; 1945; 1948)
- орден Ушакова ІІ ст. (1944)
- орден Кутузова ІІ ст. (1945)
- Військово-морський хрест США (1943)
- медалі